# باشگاه فوتبال المپیک بلکبرن
باشگاه فوتبال المپیک بلکبرن یک باشگاه فوتبال انگلیسی مستقر در بلکبرن، لنکاوی در اواخر قرن نوزدهم بود. اگرچه این باشگاه فقط بیش از یک دهه بود که وجود داشت، اما در تاریخ فوتبال انگلستان به عنوان اولین باشگاه از شمال کشور و اولین باشگاهی که از طبقه کارگر برنده رقابت‌های پیشرو کشور (جام حذفی) شد، مهم است. این جام قبلاً تنها توسط تیم‌هایی متشکل از آماتورهای ثروتمند از کشورهای خانگی کسب شده بود، و پیروزی المپیک نقطه عطفی در گذار این ورزش از یک سرگرمی برای آدم‌های کلاس بالا به یک ورزش حرفه‌ای بود.
این باشگاه در سال ۱۸۷۸ تشکیل شد و در ابتدا فقط در مسابقات محلی کوچک شرکت می‌کرد. در سال ۱۸۸۰، این باشگاه برای اولین بار وارد جام حذفی شد و سه سال بعد، اولد اتونیانس را در اووال کنینگتون شکست داد و جام را به  دست آورد. با این حال، المپیک در دوران حرفه‌ای جدید قادر به رقابت با باشگاه‌های ثروتمندتر و با حمایت بهتر نبود و در سال ۱۸۸۹ شکست خورد.
بیشتر مسابقات خانگی المپیک در ورزشگاه هولی ده وال برگزار شد که به نام یک خانه عمومی مجاور نامگذاری شد. از سال ۱۸۸۰ به بعد، رنگ‌های انتخابی باشگاه شامل پیراهن‌های آبی روشن و شورت‌های سفید بود. یک بازیکن المپیک، جیمز وارد، برای تیم انگلیس انتخاب شد و شش بازیکن ملی سابق یا آینده انگلیس برای این باشگاه بازی کردند، از جمله جک هانتر، که مربی باشگاه در زمان قهرمانی جام حذفی المپیک بود.